# Corematodus shiranus
Espèce
Statut de conservation UICN

 CR  : 
En danger critique
Corematodus shiranus est une espèce de poissons de la famille des Cichlidés endémique du lac Malawi en Afrique.